# Lista das novas espécies de mamíferos 2004-2007
Esta é uma listagem de novas espécies mamíferos que foram descobertos entre os anos de 2004 e 2007.
Atualmente, a terceira edição de “Mammals Species of the World” de Wilson e Reeder (2005), representa a listagem de espécies de mamíferos, mais atual e aceita pela comunidade científica. Entretanto, estudos taxonômicos mais aprofundados e a descoberta de novas espécies provocam mudanças nessa lista a cada ano.
O aparecimento de uma nova espécie na nomenclatura pode fazer-se de três maneiras principais:
- Descobrimento na natureza de uma espécie totalmente diferente;
- Nova interpretação de uma espécie conhecida, seja pela elevação de subespécie a espécie (como o caso do Neofelis diardi), como pelo estudo aprofundado em espécies crípticas, revelando que a espécie na verdade é composta por várias espécies próximas, contudo bem distintas (observado em várias espécies de morcegos).
- Descoberta de uma nova espécie pelo estudo mais exaustivo dos espécimes conservados em museus e coleções.

A principal ferramenta para esses novos rearranjos taxonômicos é o sequenciamento genético, que permite uma melhor compreensão do parentesco dos táxons. Entretanto outros métodos são também utilizados como a morfometria (principalmente nas espécies fósseis e sub-fósseis) e a bioacústica (no caso dos morcegos).

## Marsupialia
- Monodelphis handleyi Solari, 2007[1]
- Philander deltae Lew, Pérez-Hernández e Ventura, 2006[2]
- Philander mondolfii Lew, Pérez-Hernández e Ventura, 2006[2]
- Myoictis leucura Woolley, 2005[3]
- Spilocuscus wilsoni Helgen e Flannery, 2004[4]
- Microperoryctes aplini Helgen e Flannery, 2004[5]
- Marmosops creightoni Voss, Tarkfa e Yensen, 2004[6]
- Monodelphis reigi Lew e Pérez-Hernández, 2004[7]
- Monodelphis ronaldi Solari, 2004[8]

## Afrosoricida
- Microgale jobihely Goodman, Raxworthy, Maminirina e Olson, 2006[9]
- Microgale jenkinsae Goodman e Soarimalala, 2004[10]

## Soricomorpha
- Mogera kanoana Kawada et al., 2007[11]
- Sorex rohweri Rausch, Feagin e Rausch, 2007[12]
- Congosorex phillipsorum Stanley, Rogers e Hutterer, 2005[13]
- Crocidura kegoensis Lunde, Musser e Ziegler, 2005[14]
- Crocidura zaitzevi Jenkins et al., 2007[15]
- Crocidura sokolovi Jenkins et al., 2007[15]
- Crocidura hikmiya Meegaskumbura et al., 2007[16]

## Primates
- Aotus jorgehernandezi Defler e Bueno, 2007[17]
- Avahi betsileo Andriantompohavana et al., 2007[18]
- Lepilemur manasamody Craul et al., 2007[19]
- Lepilemur otto Craul et al., 2007[19]
- Lophocebus ugandae (Matschie, 1912) Groves, 2007[20]
- Microcebus bongolavensis Oliveri et al., 2007[21]
- Microcebus danfossi Oliveri et al., 2007[21]
- Microcebus lokobensis Oliveri et al., 2007[21]
- Cebus querozi Mendes Pontes, Malta e Asfora, 2006[22]
- Tarsius lariang Merker e Groves, 2006[23]
- Avahi ramanantsoavani Zaramody et al., 2006[24]
- Avahi peyrierasi Zaramody et al., 2006[24]
- Avahi meridionalis Zaramody et al, 2006[24]
- Microcebus jollyae Louis et al., 2006[25]
- Microcebus mittermeieri Louis et al., 2006[25]
- Microcebus simmonsi Louis et al., 2006[25]
- Microcebus mamiratra Andriantompohavana et al., 2006[26]
- Lepilemur aeeclis Andriaholinirina et al., 2006[27] Lepilemur aeeclis

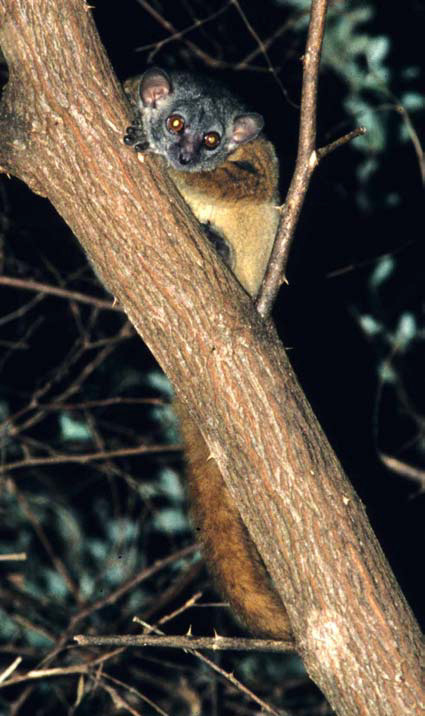
Lepilemur aeeclis

- Lepilemur randrianasoli Andriaholinirina et al., 2006[27]
- Lepilemur sahamalazensis Andriaholinirina et al., 2006[27]
- Lepilemur ahmansoni Louis et al., 2006[28]
- Lepilemur betsileo Louis et al., 2006[28]
- Lepilemur fleuretae Louis et al., 2006[28]
- Lepilemur grewcocki Louis et al., 2006[28]
- Lepilemur hubbardi Louis et al., 2006[28]
- Lepilemur jamesi Louis et al., 2006[28]
- Lepilemur milanoii Louis et al., 2006[28]
- Lepilemur petteri Louis et al., 2006[28]
- Lepilemur seali Louis et al., 2006[28]
- Lepilemur tymerlachsoni Louis et al., 2006[28]
- Lepilemur wrighti Louis et al., 2006[28]
- Macaca munzala Sinha, Datta, Madhusudan & Mishra, 2005[29]
- Rungwecebus kipunji (Jones et al., 2005) [30] Davenport et al., 2006[31]
- Callicebus aureipalatii Wallace et al., 2005[32]
- Avahi cleesei Thalmann & Geissmann, 2005[33]
- Microcebus lehilahytsara Roos & Kappeler, 2005[34]
- Mirza zaza Kappeler & Roos, 2005[34]

## Rodentia
- Lophuromys kilonzoi Verheyen et al., 2007[35]
- Lophuromys machangui Verheyen et al., 2007[35]
- Lophuromys makundii Verheyen et al., 2007[35]
- Lophuromys sabunii Verheyen et al., 2007[35]
- Lophuromys stanleyi Verheyen et al., 2007[35]
- Lophuromys chercherensis Lavrenchenko et al., 2007[36]
- Lophuromys menageshae Lavrenchenko et al., 2007[36]
- Lophuromys pseudosikapusi Lavrenchenko et al., 2007[36]
- Spermophilus taurensis Gündüz et al., 2007[37]
- Spermophilus torosensis Ozkurt et al., 2007[38] considerado como sinônimo do S. taurensis[39]
- Eliurus danieli Carleton e Goodman, 2007[40]
- Proedromys liangshanensis Liu et al., 2007[41]
- Rhynchomys banahao Balete et al., 2007[42]
- Rhynchomys tapulao Balete et al., 2007[42]
- Juliomys ossitenuis Costa et al., 2007[43]
- Phyllotis anitae Jayat et al., 2007[44]
- Thomasomys andersoni Salazar-Bravo e Yates, 2007[45]
- Mus cypriacus Cucchi et al., 2006[46]
- Apodemus avicennicus Darvish, Javidkar e Siahsarvie, 2006[47]
- Apomys camiguinensis Heaney e Tabaranza, 2006[48]
- Archboldomys kalinga Balete, Rickart e Heaney, 2006[49]
- Tonkinomys daovantieni Musser, Lunde e Truong Son, 2006[50]
- Tokudaia tokunoshimensis Endo e Tsuchiya, 2006[51]
- Isothrix barbabrownae Patterson e Velazco, 2006[52]
- Heteromys nubicolens Anderson e Timm, 2006[53]
- Laonastes aenigmamus Jenkins et al., 2005[54]
- Voalavo antsahabensis Goodman et al., 2005[55]
- Macrotarsomys petteri Goodman e Soarimalala, 2005[56]
- Hydromys ziegleri Helgen, 2005[57]
- Mayermys germani (Helgen, 2005) [58]
- Chrotomys sibuyanensis Rickart et al, 2005[59]
- Hylomyscus arcimontensis Carleton e Stanley, 2005[60]
- Saxatilomys paulinae Musser et al., 2005[61]
- Habromys schmidlyi Romo-Vásquez, León-Paniagua e Sánchez, 2005[62]
- Oryzomys acritus Emmons e Patton, 2005[63]
- Wiedomys cerradensis Gonçalves, Almeida e Bonvicino, 2005[64]
- Akodon philipmyersi Pardiñas et al., 2005[65]
- Rhipidomys cariri Tribe, 2005[66]
- Neusticomys ferreirai Percequillo, Carmignotto e Silva, 2005[67]
- Oligoryzomys rupestris Weksler e Bonvicino, 2005[68]
- Oligoryzomys moojeni Weksler e Bonvicino, 2005[68]
- Echimys vieirai Iack-Ximenes, de Vivo e Percequillo, 2005[69]
- Dasymys robertsi Mullin, Taylor e Pillay, 2004[70]
- Dasymys shortridgei Mullin, Taylor e Pillay, 2004[70]
- Galea monasteriensis Solmsdorff, Kock, Hohoff e Sachser, 2004[71]
- Nannospalax munzuri Coşkun, 2004[72]
- Oryzomys andersoni Brooks e Baker, 2004[73]
- Peromyscus schmidlyi Bradley, et al., 2004[74]
- Reithrodontomys bakeri Bradley, Mendez-Harclerode, Hamilton & Ceballos, 2004[75]

## Chiroptera
- Lonchophylla fornicata Woodman, 2007[76]
- Kerivoula titania Bates et al., 2007[77]
- Kerivoula krauensis Francis, Kingston e Zubaid, 2007[78]
- Hipposideros boeadii Bates, Rossiter, Suyanto e Kingston, 2007[79]
- Barbastella beijingensis Zhang et al., 2007[80]
- Dyacopterus rickarti Helgen et al., 2007[81]
- Styloctenium mindorensis Esselstyn, 2007[82]
- Micronycteris giovanniae Fonseca et al., 2007[83]
- Murina tiensa Csorba, Bates e Furey, 2007[84]
- Miniopterus sororculus Goodman et al., 2007[85]
- Myzopoda schliemanni Goodman, Rakotondraparany e Kofoky, 2007[86]
- Harpiola isodon Kuo et al., 2006[87]
- Hipposideros khaokhouayensis Guillén-Servent e Francis, 2006[88]
- Hipposideros khasiana Thabah et al., 2006[89]
- Emballonura tiavato Goodman et al., 2006[90]
- Carollia benkeithi Solari e Baker, 2006[91]
- Lonchophylla pattoni Woodman e Timm, 2006[92]
- Lonchophylla cadenai Woodman e Timm, 2006[92]
- Anoura cadenai Mantilla-Meluk e Baker, 2006[93]
- Sturnira koopmanhilli McCarthy, Albuja e Alberico, 2006[94]
- Thyroptera devivoi Gregorin et al., 2006[95]
- Scotophilus marovaza Goodman, Ratrimomanarivo e Randrianandrianina, 2006[96]
- Plecotus strelkovi Spitzenberger et al., 2006[97]
- Eptesicus taddeii Miranda, Bernardi e Passos, 2006[98]
- Pipistrellus raceyi Bates et al., 2006[99]
- Pteralopex flannery Helgen, 2005[100]
- Rhinopholus chiewkweeae Yoshiyuki e Lim, 2005[101]
- Xeronycterus vieirai Gregorin e Ditchfield, 2005[102]
- Lonchophylla orcesi Albuja e Gardner, 2005[103]
- Anoura fistulata Muchhala, Mena e Albuja, 2005[104]
- Platyrrhinus masu Velazco, 2005[105]
- Platyrrhinus albericoi Velazco, 2005[105]
- Platyrrhinus metapalensis Velzaco, 2005[105]
- Platyrrhinus ismaeli Velazco, 2005[105]
- Sturnira sorianoi Sánchez-Hernández et al., 2005[106]
- Natalus lanatus Tejedor, 2005[107]
- Scotophilus tandrefana Goodman et al., 2005[108]
- Myotis dieteri Happold, 2005[109]
- Murina harrisoni Csorba e Bates, 2005[110]
- Pipistrellus hanaki Hulva e Benda, 2004[111]
- Carollia manu Pacheco, Solari e Velazco, 2004[112]
- Carollia monohernandezi Muñoz, Cuartas-Calle & González, 2004[113]
- Chaerephon jobimena Goodman e Cardiff, 2004[114]
- Epomophorus anselli Bergmans, Van Strien, 2004[115]
- Kerivoula kachinensis Bates, et al., 2004[116]
- Lonchophylla chocoana Dávalos, 2004[117]
- Lophostoma aequatoriale Baker, et al. 2004[118]
- Lophostoma yasuni Fonseca e Pinto, 2004[119]

## Carnivora
- Neofelis diardi (G. Cuvier, 1823) Buckley-Benson et al., 2006[120]

## Artiodactyla
- Pecari maximus Roosmalen et al., 2007[121]
- Moschiola kathygre Groves e Meijaard, 2005[122]
- Kobus anselli Cotterill, 2005[123]

## Cetacea
- Orcaella heinsohni Beasley, Robertson e Arnold, 2005[124]